# Saskia Santer
Saskia Santer (ur. 5 grudnia 1977 w San Candido) – włoska biegaczka narciarska i biathlonistka, reprezentująca barwy Belgii od sezonu 2006/2007. Ma dwie siostry: Nathalie, również biathlonistkę i Stephanie – biegaczkę. Mistrzyni świata w biegach narciarskich w sztafecie (Canmore 1997).

## Osiągnięcia

### Igrzyska olimpijskie
| 2002 Salt Lake City/Park City (USA)    | 49. miejsce (15 km), 36. miejsce (7,5 km), 42. miejsce (10 km), 11. miejsce (4 × 7,5 km) |
| 2006 Turyn/Cesana San Sicario (Włochy) | 51. miejsce (15 km), 57. miejsce (7,5 km), 12. miejsce (4 × 6 km)                        |

### Mistrzostwa świata
| 2001 Pokljuka (Słowenia)     | 53. miejsce (15 km), 31. miejsce (7,5 km), 30. miejsce (10 km), 8. miejsce (4 × 7,5 km) |
| 2003 Chanty-Mansijsk (Rosja) | 14. miejsce (15 km), 68. miejsce (7,5 km), 12. miejsce (4 × 6 km)                       |
| 2004 Oberhof (Niemcy)        | 40. miejsce (15 km), 63. miejsce (7,5 km), 12. miejsce (4 × 6 km)                       |
| 2005 Hochfilzen (Austria)    | 40. miejsce (15 km), 45. miejsce (7,5 km), 43. miejsce (10 km), 13. miejsce (4 × 6 km)  |
| 2007 Anterselva (Włochy)     | 21. miejsce (4 × 6 km)                                                                  |

### Puchar Świata
| Sezon     | Miejsce |
| --------- | ------- |
| 2000/2001 | 79      |
| 2001/2002 | 49      |
| 2002/2003 | 43      |
| 2004/2005 | 47      |
| 2005/2006 | 68      |